# Glaçatge reial
El glaçatge reial és un glaçatge blanc i dur fet de clara d'ou batuda suaument amb sucre de llustre i de vegades suc de llimona o llima. S'usa en pastissos de Nadal, de noces, pans de gingebre i molts altres pastissos i bescuits, tant com a cobertura suau a l'estil del massapà com en becs afilats. Ocasionalment s'afegeix glicerina per a evitar que s'endureixi massa.
Ultra recobrir pastissos i galetes, el glaçatge reial sol considerar-se com decoratiu, puix que pot usar-se per crear molts efectes decoratius, com a flors i figures. El glaçatge reial es modela amb l'ajuda d'una mànega de pastisseria, deixant-lo assecar en una superfície antiadherent. Aquestes figures poden després usar-se per a crear efectes decoratius comestibles en diversos plats dolços.

## Riscos per a la salut
Encara que el glaçatge reial s'ha preparat tradicionalment amb clares d'ous frescos, molta gent les substitueix per merenga en pols per a evitar el risc de salmonel·losi dels ous crus. Alternativament es pot emprar clares d'ou pasteuritzades i refrigerades ja preparades.